# Nätkultur
Nätkultur (även Internetkultur eller cyberkultur) är den kultur som har uppkommit, och fortfarande uppkommer, från datornätverk för kommunikation, underhållning och affärer. Det innefattar även studerandet av diverse sociala fenomen associerade med internet och andra former av nätverkskommunikation, som online-gemenskaper, onlinespel och sociala medier.

## Översikt
Eftersom gränserna för nätkultur är svåra att definiera, används termen flexibelt, och dess användning i specifika omständigheter kan vara kontroversiell. Generellt menar man kulturerna i olika communitys, men även ett stort antal kulturella frågor inom "Cyber-ämnen" såsom Cybernetik eller den uppfattade eller förutsagda cyborgifieringen av människokroppen och samhället. Det kan även omfatta närliggande intellektuella och kulturella rörelser, såsom Cyberpunk.
Oxford English Dictionary anger den första användningen av cyberkultur som 1963, när A.M. Hilton skrev; "I cyberkulturens era drar alla plogar sig själva, och stekta kycklingar flyger rakt ner på våra tallrikar." Det här exemplet och alla andra upp till 1995 används för att stödja definitionen av cyberkultur som "Socialtillstånden som åstadkoms av automatisering och datorisering." Oxford missar dock att cyberkultur är kulturen inom och mellan användare av datornätverk. Denna nätkultur kan vara begränsad till internet eller omfatta både den virtuella och fysiska världen. Med detta menas att nätkultur är en kultur begränsad till online-gemenskaper, men inte den kultur som resulterar från datoranvändning, utan den kultur som direkt förmedlas av datorn. Ett annat sätt att se på nätkulturen är som den elektroniskt möjliggjorda förbindelsen av liktänkande, men geografiskt åtskilda (eller fysiskt handikappade och därmed mindre mobila) personer.
Nätkultur är en bred social och kulturell rörelse nära kopplad till avancerad informationsteori och informationsteknik, deras uppkomst, utveckling och uppgång till en social och kulturell höjdpunkt mellan 1960-tal och 1990-tal. Nätkultur influerades i sin barndom av de tidigaste användarna av internet, vilket ofta inkluderade de som varit med och byggt det. Dessa individers handlingar vägleddes ofta av hackeretik. Medan tidig nätkultur grundades på ett litet kulturellt urval, och deras ideal, så är modern nätkultur en mycket mer blandad grupp av användare och de ideal de förespråkar. 
Ett flertal specifika koncept har formulerats av författare såsom Lev Manovich, Arturo Escobar och Fred Forest. Emellertid är de flesta av dessa koncept koncentrerade på specifika aspekter, och täcker inte dessa särskilt detaljerat. Vissa författare som försöker uppnå en mer heltäckande beskrivning skiljer på tidig och kontemporär nätkultur, eller mellan nätkultur som ett kulturellt sammanhang av informationsteknologi och nätkultur (eller snarare nätkulturstudier) som "ett särskilt förhållningssätt till studien av 'kultur + teknologi' -komplexet.